# Międzybórz (Oleśnicki)
Międzybórz (Duits: Neumittelwalde) is een stad in het Poolse woiwodschap Neder-Silezië, gelegen in de powiat Oleśnicki. De oppervlakte bedraagt 6,46 km², het inwonertal 2343 (2005).